# Novellfilm
En novellfilm är en längre kortfilm. Som novellfilm brukar räknas kortfilmer från cirka 20 minuter och upp till långfilmslängd. Vanligtvis är en novellfilm dock knappt 30 minuter, för att passa TV-kanalernas tablåsättning.
Novellfilm har under 2000-talet marknadsförts av Svenska Filminstitutet under namnet "Svensk novellfilm".
Enligt Svenska Filminstitutets normer ska en novellfilm ha en speltid på 28 minuter.

## Exempel på novellfilmer
- Den röda ballongen (1956)
- Uppehåll i myrlandet (1965)
- Min lilla åsna (1978)
- Jag heter Mitra (1995)
- Final Fantasy VII: Last Order (2005)
- Borta Bra (2008)
- Höstmannen (2010)
- Celice (2013)